# Стоилькович, Никола
Нико́ла Сто́илькович (серб. Никола Стојиљковић; род. 17 августа 1992, Ниш, Югославия) — сербский футболист, нападающий. Выступал за национальную сборную Сербии.

## Карьера

### Клубная карьера
Стоилькович до 2006 года занимался в футбольной школе белградского «Партизана», оттуда он перешёл в столичный клуб «Рад». До 2011 года Стоилькович выступал преимущественно за молодёжный состав, лишь изредка привлекался к играм за основную команду клуба. Профессиональный дебют футболиста состоялся 30 мая 2009 года в матче сербской Суперлиги против «Воеводины». В сезоне 2011/12 Стоилькович стал играть за «Рад» регулярно, дебютировал в Лиге Европы, в чемпионате Сербии забил 5 голов в 19 матчах.
В январе 2013 года Стоилькович перешёл в «Чукарички», где сразу же стал основным нападающим. Отметившись 8 голами в 14 матчах, он помог команде в сезоне 2012/13 занять второе в Первой лиге и выйти в Суперлигу. В следующем сезоне команда заняла пятое место в чемпионате Сербии и получило право выступать в еврокубках. Стоилькович забил в том сезоне 7 голов в 28 матчах Суперлиги. Сезон 2014/15 вышел за «Чукаричек» и Стоильковича ещё более успешным, команда выиграла Кубок Сербии и заняла третье место в национальном чемпионате, а Никола забил 14 голов в различных турнирах. В мае 2015 года его хотело приобрести руководство белградского «Партизана», трансферная стоимость футболиста оценивалась в 700 тыс. евро. Также в Стоильковиче была заинтересована «Црвена Звезда», однако клуб не смог позволить себе купить нападающего из-за финансовых трудностей.
7 августа 2015 года было объявлено о перехода Стоильковича в португальскую «Брагу», с которой он подписал контракт сроком на пять лет. В чемпионате Португалии Никола дебютировал 16 августа 2015 года в матче против «Насьонала». Поначалу Стоилькович был в «Браге» запасным, но затем закрепился в основном составе и составил пару нападающих с египтянином Ахмедом Хассаном. В своём первом сезоне за «Брагу» Никола отметился 10 забитыми голами в чемпионате Португалии и ещё три важных для команды гола забил в плей-офф Лиги Европы.

### Выступления за сборную
Стоилькович выступал за сборную Сербии до 19 лет и за молодёжную сборную. Последней он помог попасть на чемпионат Европы 2015 года, проходивший в Чехии, однако сам не смог принять участие в турнире из-за травмированного колена.
23 марта 2016 года Стоилькович дебютировал в национальной сборной Сербии в товарищеском матче с командой Польши. Он вышел на поле в стартовом составе и был заменён на 56-й минуте.

## Достижения
- Обладатель Кубка Сербии: 2014/15
- Обладатель Кубка Португалии: 2015/16
- Финалист Кубка португальской лиги: 2016/17

## Статистика

### Клубная статистика
| Выступление      | Выступление      | Выступление      | Лига | Лига | Кубки | Кубки | Еврокубки | Еврокубки | Итого | Итого |
| Клуб             | Лига             | Сезон            | Игры | Голы | Игры  | Голы  | Игры      | Голы      | Игры  | Голы  |
| ---------------- | ---------------- | ---------------- | ---- | ---- | ----- | ----- | --------- | --------- | ----- | ----- |
| Рад              | Суперлига        | 2008/2009        | 1    | 0    | 0     | 0     | 0         | 0         | 1     | 0     |
| Рад              | Суперлига        | 2009/2010        | 1    | 0    | 0     | 0     | 0         | 0         | 1     | 0     |
| Рад              | Суперлига        | 2010/2011        | 4    | 0    | 0     | 0     | 0         | 0         | 4     | 0     |
| Рад              | Суперлига        | 2011/2012        | 19   | 5    | 1     | 0     | 1         | 0         | 21    | 5     |
| Рад              | Суперлига        | 2012/2013        | 1    | 0    | 0     | 0     | 0         | 0         | 1     | 0     |
| Рад              | Итого            | Итого            | 26   | 5    | 1     | 0     | 1         | 0         | 28    | 5     |
| Чукарички        | Первая лига      | 2012/2013        | 14   | 8    | 0     | 0     | 0         | 0         | 14    | 8     |
| Чукарички        | Суперлига        | 2013/2014        | 28   | 7    | 2     | 0     | 0         | 0         | 30    | 7     |
| Чукарички        | Суперлига        | 2014/2015        | 28   | 9    | 6     | 3     | 4         | 2         | 38    | 14    |
| Чукарички        | Суперлига        | 2015/2016        | 3    | 2    | 0     | 0     | 3         | 1         | 6     | 3     |
| Чукарички        | Итого            | Итого            | 73   | 26   | 8     | 3     | 7         | 3         | 88    | 32    |
| Брага            | Лига NOS         | 2015/2016        | 31   | 10   | 8     | 2     | 4         | 3         | 43    | 15    |
| Брага            | Лига NOS         | 2016/2017        | 24   | 5    | 5     | 2     | 5         | 2         | 34    | 9     |
| Брага            | Итого            | Итого            | 55   | 15   | 13    | 4     | 9         | 5         | 77    | 24    |
| Всего за карьеру | Всего за карьеру | Всего за карьеру | 154  | 46   | 22    | 7     | 17        | 8         | 193   | 61    |

1. ↑  В графу «Кубки» входят игры и голы в национальных кубках, кубках лиги и суперкубках.
2. ↑  В графу «Еврокубки» входят игры и голы в европейских международных клубных турнирах.

### Матчи и голы за сборную Сербии
| Матчи и голы за сборную Сербии | Матчи и голы за сборную Сербии | Матчи и голы за сборную Сербии | Матчи и голы за сборную Сербии | Матчи и голы за сборную Сербии | Матчи и голы за сборную Сербии |
| №                              | Дата                           | Оппонент                       | Счёт                           | Голы                           | Соревнование                   |
| ------------------------------ | ------------------------------ | ------------------------------ | ------------------------------ | ------------------------------ | ------------------------------ |
| 1                              | 23 марта 2016                  | Польша                         | 0:1                            | -                              | Товарищеский матч              |
| 2                              | 29 марта 2016                  | Эстония                        | 1:0                            | -                              | Товарищеский матч              |
| 3                              | 31 мая 2016                    | Израиль                        | 3:1                            | -                              | Товарищеский матч              |
| 4                              | 5 июня 2016                    | Россия                         | 1:1                            | -                              | Товарищеский матч              |